# خن
الخن (الاسم العلمي: Arius)، جنس أسماك من فصيلة أسماك الجري البحرية، تنتشر في المياه المسوسة والعذبة في شرق إفريقيا وجنوبًا إلى جنوب شرق آسيا. أنواعه 25.